# Семененко Хома
Семененко Хома (1774? — 1880) — кобзар.

## Біографія
Хома, на відміну від багатьох кобзарів, мав зір. Розказував М. Д. Лінді про постійні весняні і літні жебрачі збори на теплого Миколая і Спаса, які звичайно влаштовували їх на території між Переяславом і Києвом, наприклад, у Броварах під лісом.
Тут збиралося до 3000 жебраків («нищих») на свої «пири», які були маскуванням їхніх організаційних зборів. На таких зборах вирішувались важливі питання кобзарства, вибір головних керівників гурту на випадок смерті чи недуги попередників. Семененко описував єдиний союз «нищих» з чіткою організацією, яка мала своїх отаманів, соцьких, десяцьких.
Від нього записано цікаві розповіді про подвійну організацію жебраків з поділом на чоловічу та жіночу групи. Розповідав він про знущання над кобзарями, розбивання їхніх кобз.